# L'Œuvre de Dieu, la Part du Diable (film)
Pour les articles homonymes, voir L'Œuvre de Dieu, la Part du Diable.
Pour plus de détails, voir Fiche technique et Distribution.
L'Œuvre de Dieu, la Part du Diable (The Cider House Rules) est un film américain réalisé par Lasse Hallström, sorti en 1999.

## Synopsis
Dans un orphelinat de Saint-Cloud, dans le Maine, le docteur Wilbur Larch, excentrique et attachant, met au monde des enfants non désirés, et en même temps interrompt certaines grossesses, enfreignant ainsi la légalité. Et pourtant, des liens de père et fils vont se tisser entre lui et un jeune orphelin réfractaire, avide de découvrir le monde, Homer Wells.

## Fiche technique
- Titre : L'Œuvre de Dieu, la Part du Diable
- Titre original : The Cider House Rules
- Réalisation : Lasse Hallström
- Scénario : John Irving d'après son roman homonyme
- Production : Alan C. Blomquist, Bobby Cohen, Richard N. Gladstein, Leslie Holleran, Meryl Poster, Bob Weinstein et Harvey Weinstein
- Société de production : Miramax Films, FilmColony et Nina Saxon Film Design
- Société de distribution : Miramax Films (USA), Alliance Atlantis Vivafilm (Canada)
- Musique : Rachel Portman
- Photographie : Oliver Stapleton
- Montage : Lisa Zeno Churgin
- Décors : David Gropman et Karen Schulz Gropman
- Costumes : Renee Ehrlich Kalfus
- Budget : 24 000 000 $
- Pays d'origine :  États-Unis
- Langue : anglais
- Format : Couleurs - 2,35:1 - Dolby Digital - 35 mm
- Genre : Film dramatique
- Durée : 126 minutes
- Date de sortie : 
  -  10 décembre 1999
  -  22 mars 2000

## Distribution
- Tobey Maguire (VF : Julien Sibre ; VQ : Hugolin Chevrette) : Homer Wells
- Michael Caine (VF : Georges Claisse ; VQ : Vincent Davy) : Dr Wilbur Larch
- Charlize Theron (VF : Anneliese Fromont ; VQ : Christine Bellier) : Candy Kendall
- Delroy Lindo (VF : Jean-Michel Martial ; VQ : Yves Corbeil) : M. Rose
- Paul Rudd (VF : Frédéric Tokarz ; VQ : Benoît Éthier) : le lieutenant Wally Worthington
- Jane Alexander (VF : Claudine Delvaux ; VQ : Madeleine Arsenault) : l'infirmière Edna
- Kathy Baker (VF : Anne Le Guérec ; VQ : Huguette Gervais) : l'infirmière Angela
- Erykah Badu (VF : Mbembo ; VQ : Lisette Dufour) : Rose Rose
- Kieran Culkin (VQ : Xavier Morin-Lefort) : Buster
- Kate Nelligan (VQ : Diane Arcand) : Olive Worthington
- Heavy D (VQ : Stéphane Rivard) : Peaches
- K. Todd Freeman (VF : Frantz Confiac ; VQ : François Sasseville) : Muddy
- Paz de la Huerta : Mary Agnes
- J. K. Simmons : Ray Kendall
- Evan Parke (VF : Dominik Bernard) : Jack
- Erik Per Sullivan ( VF: Yann Peyroux); VQ(Anthoni Jasmin-Vézina) : Fuzzy
- Skye McCole Bartusiak : Hazel
- Annie Corley : Carla

Sources et légendes : Version française (VF) sur RS Doublage et selon le carton du doublage français sur le DVD zone 2 ; Version québécoise (VQ) sur Doublage.qc.ca.

## Distinctions

### Récompenses
- 2 Oscars du cinéma : meilleur acteur dans un second rôle (Michael Caine) et meilleur scénario adapté (John Irving)
- Black Reel Awards : meilleure actrice dans un second rôle (Erykah Badu)
- National Board of Review : meilleur scénario (John Irving)
- Sant Jordi Awards : meilleur film étranger (Lasse Hallström)
- Satellite Awards : meilleur scénario adapté (John Irving)
- Screen Actors Guild Awards : meilleur acteur dans un second rôle (Michael Caine)

### Nominations
- 6 Oscars du cinéma : meilleur film, meilleur réalisateur (Lasse Hallström), meilleur montage (Lisa Zeno Churgin), meilleure image (Richard N. Gladstein), meilleure direction artistique/création de décors (David Gropman et Beth A. Rubino) et meilleure bande originale (Rachel Portman)
- American Cinema Foundation : meilleur film
- BAFTA Awards : meilleur acteur dans un second rôle (Michael Caine)
- Black Reel Awards : meilleur acteur dans un second rôle (Delroy Lindo)
- Bodil Awards : meilleur film américain (Lasse Hallström)
- Critics Choice Awards : meilleur film
- Chicago Film Critics Association Awards : meilleure bande originale (Rachel Portman)
- Empire Awards : meilleur acteur britannique (Michael Caine)
- 2 Golden Globes : meilleur acteur dans un second rôle (Michael Caine) et meilleur scénario adapté (John Irving)
- Grammy Awards : meilleure bande originale (Rachel Portman)
- Las Vegas Film Critics Society Awards : meilleur acteur dans un second rôle (Delroy Lindo)
- Mostra de Venise : Lion d'or du meilleur film (Lasse Hallström)
- Motion Picture Sound Editors : meilleur montage sonore
- PGA Awards : producteur de l'année (Richard N. Gladstein)
- 3 Satellite Awards : meilleur acteur dans un second rôle (Michael Caine, meilleure actrice dans un second rôle (Erykah Badu) et meilleure actrice dans un second rôle (Charlize Theron)
- Screen Actors Guild Awards : meilleur casting
- 3 Teen Choice Awards : drame préféré, acteur préféré (Tobey Maguire) et actrice préféré (Charlize Theron)
- USC Scripter Award : meilleur auteur/scénariste (John Irving)
- Writers Guild of America : meilleur scénario adapté (John Irving)